# Realme 6
realme 6 — смартфон середнього цінового сегменту, розроблений компанією realme. Був представлений 5 березня 2020 року разом з realme 6 Pro.
26 травня того ж року разом з realme X3 SuperZoom був представлений realme 6s, що є ідентичною моделлю до realme 6 окрім основного модуля камери на 48 Мп, на відміну 64 Мп у realme 6. 23 червня був представлений realme Narzo, що є перейменованим realme 6s для ринку Індонезії. 24 липня в Індії був представлений realme 6i (не плутати з глобальним realme 6i), що є перейменованим realme 6s.
В Україні продавався тільки realme 6, що поступив у продаж 7 квітня 2020 року.

## Дизайн
Екран виконаний зі скла Corning Gorilla Glass 3. Корпус виконаний з глянцевого пластику.
Знизу знаходяться роз'єм USB-C, динамік, 2 мікрофони та 3.5 мм аудіороз'єм. З лівого боку смартфона розташовані кнопки регулювання гучності та слот під 2 SIM-картки і карту пам'яті формату microSD до 512 ГБ. З правого боку розміщена кнопка блокування смартфону, в яку вбудований сканер відбитків пальців.
В Україні realme 6 продавався в кольорах Comet Blue (синій) та Comet White (білий).
realme 6s та індійський 6i продавався в кольорах Eclipse Black (чорний) та Lunar White (білий).
realme Narzo продавався в кольорах Just Black (чорний) та Just White (білий).

## Технічні характеристики

### Платформа
Смартфони отримали процесор MediaTek Helio G90T та графічний процесор Mali-G76 MC4.

### Батарея
Батарея отримала об'єм 4300 мА·год та підтримку швидкої зарядки на 30 Вт.

### Камери
realme 6 отримав основну квадрокамеру 64 Мп, f/1.8 (ширококутний) з фазовим автофокусом + 8 Мп, f/2.3 (ультраширококутний) + 2 Мп, f/2.4 (макро) + 2 Мп, f/2.4 (монохромний сенсор глибини).
Інші моделі отримали основну квадрокамеру 48 Мп, f/1.8 (ширококутний) з фазовим автофокусом + 8 Мп, f/2.3 (ультраширококутний) + 2 Мп, f/2.4 (макро) + 2 Мп, f/2.4 (монохромний сенсор глибини).
Основна камера всіх моделей вміє записувати відео у роздільній здатності 4K@30fps.
Усі моделі отримали фронтальна камеру з роздільністю 16 Мп, світлосилою f/2.0 (ширококутний) та здатністю запису відео у роздільній здатності 1080p@30fps.

### Екран
Екран IPS LCD, 6.5", FullHD+ (2400 × 1080) зі співвідношенням сторін 20:9, щільністю пікселів 399 ppi, частотою оновлення екрану 90 Гц та круглим вирізом під фронтальну камеру, що знаходиться зверху в лівому кутку.

### Пам'ять
realme 6 продавався в комплектаціях 4/64, 4/128, 6/128 та 8/128 ГБ. В Україні доступні версії на 4/64 та 4/128 ГБ.
realme 6s продавався в комплектаціях 4/64 та 6/128 ГБ.
Індійський realme 6i продавався в комплектаціях 4/64 та 6/64 ГБ.
realme Narzo продавався в комплектації 4/128 ГБ.

### Програмне забезпечення
Смартфон був випущений на realme UI 1 на базі Android 10. Були оновлені до realme UI 2 на базі Android 11.